# توبياس كريستينسن
توبياس كريستينسن (بالدنماركية: Tobias Christensen)‏ (1 يناير 1995 بكوبنهاغن في الدنمارك - ) هو لاعب كرة قدم دانمركي في مركز الوسط.

## روابط خارجية
- توبياس كريستينسن على موقع قاعدة بيانات كرة القدم.إي يو (الإنجليزية)
- توبياس كريستينسن على موقع Soccerway.com (الإنجليزية)